# Rue Eugène-Gibez
La rue Eugène-Gibez est une voie du 15e arrondissement de Paris, en France.

## Situation et accès

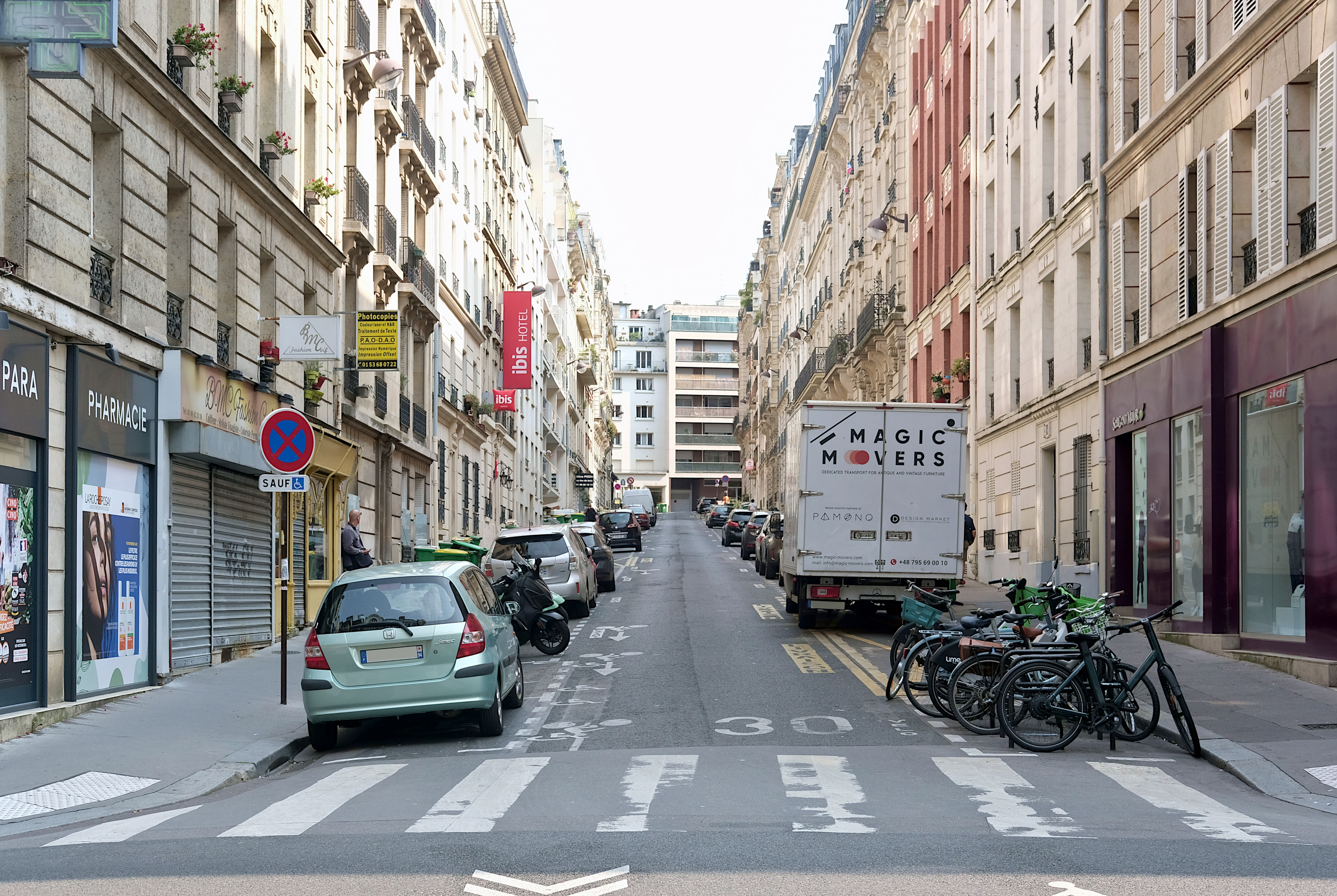
La rue vue de la rue de Vaugirard.

La rue Eugène-Gibez est une voie publique située dans le 15e arrondissement de Paris. Elle débute au 373 bis, rue de Vaugirard et se termine au 42, rue Olivier-de-Serres.

## Origine du nom
La rue doit son nom à un propriétaire.

## Historique
Cette voie est ouverte sous sa dénomination actuelle en 1883 sur l'emplacement de la maison de campagne du séminaire des Trente-Trois.

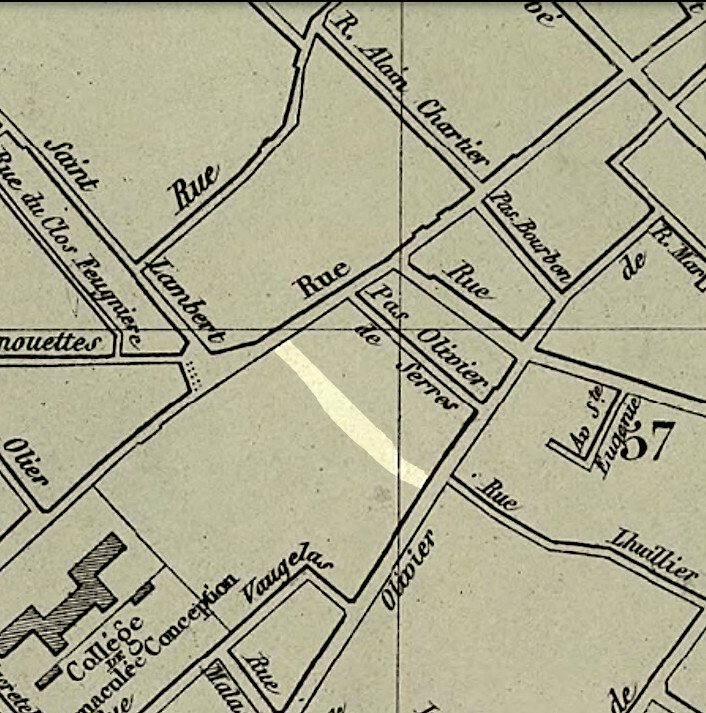
Emplacement de la future rue sur le plan d'Eugène Andriveau-Goujon (1878).
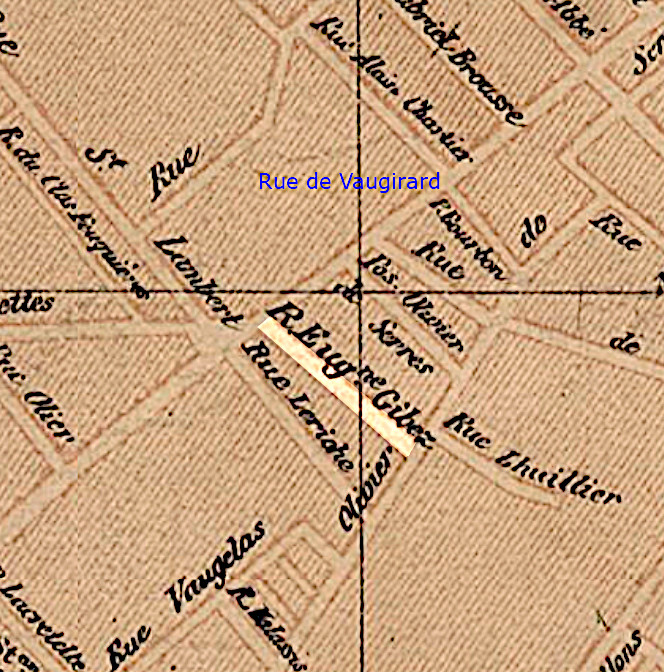
La rue nouvellement créée sur le plan de Barrère (1892).